# Felida
Felida és una concentració de població designada pel cens dels Estats Units a l'estat de Washington. Segons el cens del 2000 tenia 5.683 habitants.

## Demografia
Segons el cens del 2000, Felida tenia 5.683 habitants, 1.877 habitatges, i 1.640 famílies. La densitat de població era de 759,2 habitants per km².
Dels 1.877 habitatges en un 46,7% hi vivien nens de menys de 18 anys, en un 79,3% hi vivien parelles casades, en un 6,1% dones solteres, i en un 12,6% no eren unitats familiars. En el 9,1% dels habitatges hi vivien persones soles el 3,2% de les quals corresponia a persones de 65 anys o més que vivien soles. El nombre mitjà de persones vivint en cada habitatge era de 3,03 i el nombre mitjà de persones que vivien en cada família era de 3,22.
Per edats la població es repartia de la següent manera: un 31,3% tenia menys de 18 anys, un 4,9% entre 18 i 24, un 29% entre 25 i 44, un 27,6% de 45 a 60 i un 7,1% 65 anys o més.
L'edat mediana era de 38 anys. Per cada 100 dones de 18 o més anys hi havia 95,6 homes.
La renda mediana per habitatge era de 78.934 $ i la renda mediana per família de 80.264 $. Els homes tenien una renda mediana de 59.125 $ mentre que les dones 35.943 $. La renda per capita de la població era de 28.294 $. Aproximadament el 2,9% de les famílies i el 3,4% de la població estaven per davall del llindar de pobresa.

## Poblacions més properes
El següent diagrama mostra les poblacions més properes.